# Castillo de Karsholm
El Castillo de Karsholm (en sueco: Karsholms slott) es una propiedad en el municipio de Kristianstad en Escania, Suecia.

## Historia
Karsholm fue mencionado por primera vez en el siglo XIV. Una instalación de cuatro cuerpos fue completada en torno a 1620. Pasó a lo largo de los siglos a varios propietarios. En 1781 Karsholm fue comprado por el conde sueco Fredrik Ulrik von Rosen (1731-1793). La casa principal fue objeto de extensa renovación por Rudolf Hodder Stjernswärd, después de comprar Karsholm en 1854. La actual apariencia fue otorgada a la casa principal en 1862, cuando fue reconstruida como mansión de estilo Nuevo Renacentista holandés bajo la dirección del arquitecto danés Johan Christian Ferdinand Zwingmann (1827-1891).
Karsholm (Karsholms Gods) ha sido propiedad y operado desde 1869 por miembros de la familia Treschow.